# 横歩取り4四角
横歩取り4四角（よこふどりよんよんかく）は、将棋の横歩取りにおける戦法の一つ。後手番が採る戦法である。
横歩取り4五角の一部の変化として、△2八歩▲同銀△4五角の代わりに△3八歩▲同銀△4四角とする手段。江戸時代から存在する指し方である。プロではあまりみられないが、アマチュアでは以前から使い手にこの順は研究がなされている。

## 概要
『イメージと読みの将棋観』（2008年、日本将棋連盟）によると、この変化は従来の定跡書ではほとんど書かれていないという。そしてプロの公式戦では基本図は1998年以降では3局指されており、先手が2勝1敗となっているという。後手が勝利したのは1999年の先手佐藤義則対後手豊川孝弘戦（早指し選手権予選）で、△3八歩▲同銀△4四角以下、▲7七桂△3三金▲4四飛△同金▲8七歩△8二飛▲3九金△3三桂▲4六歩△2二飛と進んでいる。
| 9  | 8  | 7  | 6  | 5  | 4  | 3  | 2  | 1  |    |
| 香 | 桂 | 銀 | 金 | 王 |    | 銀 | 桂 | 香 | 一 |
|    |    |    |    |    |    | 金 |    |    | 二 |
| 歩 |    | 歩 | 歩 | 歩 | 歩 |    |    | 歩 | 三 |
|    |    |    |    |    | 角 | 飛 |    |    | 四 |
|    |    |    |    |    |    |    |    |    | 五 |
|    | 飛 | 歩 |    |    |    |    |    |    | 六 |
| 歩 |    |    | 歩 | 歩 | 歩 | 歩 |    | 歩 | 七 |
|    | 銀 | 金 |    |    |    | 銀 |    |    | 八 |
| 香 | 桂 |    |    | 玉 | 金 |    | 桂 | 香 | 九 |

『イメージと読みの将棋観』では、そもそも△3八歩が通用するかということで検討している。
羽生善治は△4四角に、先手の応手として、(1)▲8七歩は △7六飛 ▲7七歩 △7四飛 ▲2四飛 △7七角成に、 ▲同銀 △2四飛▲1五角△2三歩（△2八歩の筋が間接的に消える） ▲2五歩△1四歩 ▲2四歩 △1五歩で、▲4五角（▲2三歩成 △同金 ▲4五角には△4一角がある）や▲7四歩△2四歩（△7四同歩は▲5五角）▲4六角 △8二銀 ▲7三歩成 △同銀（△同桂は▲8一飛）▲7四歩 △6四銀 ▲8三飛などで一局。
(2)▲7七桂は△3三金▲3六飛△2八歩もしくは△3三金▲4四飛△同歩▲8七歩の展開は先手やりたくないとしている。
(3)▲7七角△同角成▲同桂△8九角に、▲7五角で以下△8八飛成▲同金△6七角成は詰めろにならない。▲7五角に△7六飛▲5三角成△3三歩以下は▲2四飛△7八角成▲2一飛成もしくは▲7九金△3四歩▲8九金△8七歩▲8五角などの展開としている。
佐藤康光は、(1)▲8七歩は △7六飛 ▲7七歩 △7四飛 ▲2四飛 △7七角成に、 ▲同桂とし、以下△2四飛▲1五角△2三歩▲2五歩△1四歩▲2四歩△1五歩▲2三歩成△同金▲3六歩は少し後手が損としている。
(2)▲7七桂に△3三金▲4四飛△同歩▲8七歩は後手が負けるイメージがないとしている。
(3)▲7七角△同角成▲同桂△8九角に、▲6八玉は△7八角成▲同玉△6八金で、以下▲8九玉△8七歩▲7九銀△同金▲同玉△8八歩成▲6八玉とするが、その後△9九と▲6五桂△3三金では後手がよいとみる。
森内俊之は(1)は先手悪くないとしているが、勝ちに行くなら(3)であり、やや後手が無理そうであるという。
(2)▲7七桂に△3三金▲4四飛は以下△同金▲8七歩△8二飛となると後手がよく、先手ではやる気はしないという。
(4)△4四角でなく△3三角であると、▲8七歩△7六飛▲7七銀△2六飛▲2七歩で先手十分だとしている。
谷川浩司は、(1)の展開になれば先手がまずまずで、(2)の順は▲8七歩以下、後手△8二飛で、先手が2歩得であるが持ちたくないとしている。
(3)▲7七角△同角成▲同桂△8九角▲6八玉△7八角成▲同玉△6八金には▲同玉△8八飛成▲7八金△9九竜▲6五桂と先手はいきたいとしている。
渡辺明は、(3)の▲6八玉の後△8七飛成でも△9九と▲6五桂でも先手がよく、プロなら先手が勝つがアマチュアならば後手が勝ちそうだとしている。
藤井猛は、(1)▲8七歩 △7六飛 ▲7七歩 △7四飛 ▲2四飛 △7七角成 ▲同桂以下△2四飛▲1五角△2三歩▲2五歩△1四歩▲2四歩△1五歩に、▲4五角 △4一角 ▲9六歩 となると先手が十分で後手が負けるとしている。
(4)△3三角であると、▲8七歩△7六飛▲7七歩△2六飛▲2七歩に△2四飛▲同飛△同角▲8四飛で後手が悪く、△2四飛に△2二飛でも▲3九金としている。藤井はこのような将棋は自身は専門外であるが、こうした横歩取りは江戸時代から指されているため、誰も知らない新手が隠れているとは考えにくいとしている。
なお後手△3八歩は、大橋宗英『平手相懸定跡集』及び大橋柳雪『平手相懸定跡奥義』でそれぞれ解説している。宗英の著では「先手之を同銀とも取らず同金とも取らず２八銀と超すべし之秘訣也　但先手にて此れを知ると思はば後手２八歩と打つべし」と記載がある。つまり取らないで▲2八銀とするほうがよく、これは△3八歩▲2八銀は△2八歩▲同銀とするより歩が3筋に残るぶん得でないとしている。一方で、1983年5月に行われた先手ラリー・カウフマン (Larry_Kaufman) 対後手中井広恵戦で△3八歩が出現したが、この対局を解説した森雞二は△3八歩▲2八銀の状態よりも3八銀型のほうが▲2八歩や角などの手があろうが陣形がいいので、「僕なら取ってしまいたい」としている。実際、▲3八同銀に△2八歩は▲2四飛△3三角▲2一飛成という変化が有力。▲2四飛に△2二銀や△3三桂と桂馬を守るのは、▲2八飛と歩を払われる。したがって△3三角と攻め合う一手であるが、それには構わず▲2一飛成で、桂を取りながらの▲2一飛成が実現すれば先手良しで、次の▲2四桂が厳しいほか、後手が攻め込んできても、飛車の位置によっては▲3一龍△同金▲3三角と王手飛車を狙うことができる。▲2一飛成に対して後手からは△8八角成か△8八飛成が考えられる。△8八角成▲同金△同飛成▲3一竜で、▲3一竜を△同金と取ると▲3三角で、△8八飛成▲同金△同馬だが、そこで▲2四桂の攻めが早い。△4一金には▲8二歩で、△同銀には▲8四飛で十分。▲2四桂に△2二馬ならば、▲3二桂成。以下の一例は△同馬▲1一龍△2二銀▲3六香△1一銀▲3二香成となる。

## 文献
- 沢田多喜男、[no date]、『横歩取りは生きている―大橋柳雪から現代まで』
- 所司和晴、[no date]、『横歩取りガイド』
- 所司和晴、[no date]、『横歩取りガイドⅡ』
- 所司和晴、[no date]、『横歩取り道場〈第3巻〉4五角戦法 (東大将棋ブックス)』
- 羽生善治、[no date]、『羽生の頭脳〈9〉激戦!横歩取り』
- 羽生善治、[no date]、『羽生の頭脳10―最新の横歩取り戦法』
- 勝又清和、[no date]、『消えた戦法の謎』